# Bra Böcker
Bra Böcker AB, BBB (uttytt som Bokförlaget Bra Böcker), var ett svenskt bokförlag. Det grundades 1965 av Rolf Janson och  likviderades 2000. BBB gav ut såväl lexikon och faktaböcker som skönlitterära böcker.

## Historia

### Bakgrund
Bokförlaget Bra Böcker grundades 1965 i Helsingborg av Rolf Janson. Man inriktade sig på att sälja böcker i färdiga bokpaket till lågt pris. Det första bokpaketet kostade 11,80 kr inklusive moms och porto. Under 1967 flyttade man till ett eget förlagshus i Höganäs. Via bokpaket började man 1973 ge ut uppslagsverket Bra Böckers Lexikon som efterhand kom att säljas i över 600 000 uppsättningar. Detta verk var länge standardlexikon på de svenska biblioteken. Under åren 1981–1993 fanns som en division Förlags Aktiebolaget Wiken, genom vilket försäljningen av skön- och facklitteratur till bokhandeln skedde.
1980 instiftade förlaget Alf Henrikson-priset. Företagets arkiv förvaras hos Skånes Näringslivsarkiv.

### Nationalencyklopedin
År 1985 gav Sveriges riksdag Bra Böcker uppdraget att ge ut Nationalencyklopedin, och år 1989 presenterades det första bandet. Det tjugonde, och sista, bandet gavs ut 1996. Verksamheten kring Nationalencyklopedin, som totalt sålts i 185 000 tryckta uppsättningar, fördes så småningom över i ett eget bolag.

### Senare år
1994 köptes Bra Böcker upp av International Masters Publishers (IMP), och förlaget flyttade 1998 till IMP förlagshus i Malmö. Året före varslades 90 av företagets 242 anställda av uppsägning, efter att  både Nationalencyklopedin och den senare satsningen Bra Böckers lexikon 2000 sålt sämre än väntat. Den ekonomiska situationen ledde också till att förlaget uteblev från det årets bokmässa i Göteborg.
Företaget Bra Böcker AB med organisationsnummer 556184-1023 likviderades 2000, och verksamheten som då i första hand bestod av Nationalencyklopedin överflyttades till det nybildade bolaget NE Nationalencyklopedin AB. Under perioden 1994 till 2000 hade företaget gått med en sammanlagd förlust på närmare 500 miljoner kronor.
Ett annat bolag i koncernen övertog 2002 namnet Bra Böcker AB. Detta senare bolag var under en kort period dotterbolag till NE Nationalencyklopedin AB men avyttrades enligt årsredovisningen räkenskapsåret 2014/2015.

## Utgivning

### Bokklubbar
Bokklubbsverksamheten var mycket omfattande under 1970- och 1980-talet, och man har bland annat drivit Bra Böckers bokklubb, Bra Deckare, Bra Klassiker, Bra Konst, Bra Lyrik, Bra Spänning och En sann historia. 

### Några utgivna författare
I början utgavs mest verk av utländska författare, men efterhand blev det fler inhemska författare. Ett litet urval: Tomas Arvidsson, Jean M. Auel, David Baldacci, Tom Clancy, Diana Gabaldon, Eino Hanski, Varg Gyllander, Simon Kernick, Stephen King, Dean Koontz, Povel Ramel, Pelle Sandstrak och Isaac Bashevis Singer.

### Lexikon och andra serieverk
Några av de större verk som utgivits:
- Bra Böckers lexikon (1973–1996, 4 utgåvor, 25 band i varje)
- Bra Böcker läkarlexikon (1981–1982, 6 band)
- Bra Böckers film- och TV-lexikon (1985, 2 band)
- Bra Böckers världshistoria (1987–, 15 band)
- Folksagor (1987–, 5 band)
- Myggans nöjeslexikon (1989–, 14 band)
- Nationalencyklopedin (1989–1996, 20 band, överförd till eget bolag)
- Bra Böckers stora läkarlexikon (1992–, 10 band)
- Bra Böckers encyklopedi om människans historia (1994–, 10 band)
- Bra Böckers lexikon 2000 (1994–1999, 25 band, uppdaterad utgåva av Bra Böckers lexikon)
- Nationalencyklopedins världshistoria (2000–, 16 band)
- Årsbok 67 – Årsbok 89
- Bra Böckers årsbok 1990–

## Källhänvisningar
1. 1 2 3  ”Bra Böcker AB”. ne.se. https://www.ne.se/uppslagsverk/encyklopedi/l%C3%A5ng/bra-b%C3%B6cker-ab. Läst 1 oktober 2019.
2. ↑  ”Bolagshistoria”. Arkiverad från originalet den 12 januari 2019. https://web.archive.org/web/20190112044328/http://www.bibb.se/avhandling/om-ne-nationalencyklopedin-ab/. Läst 2019.01.11.
3. 1 2  Lind, Ulf (2010-08-21): "Bokförläggaren besöker gärna Italien". Arkiverad 25 oktober 2014 hämtat från the Wayback Machine. HD.se. Läst 24 oktober 2014.
4. ↑  ”Bra Böcker Historik”. Bra Böcker AB. Arkiverad från originalet den 25 december 2008. https://web.archive.org/web/20081225163655/http://www.bbb.se/index.php?option=com_content&task=view&id=12&Itemid=87. Läst 13 september 2009.
5. ↑   Nationalencyklopedin, band 19 (1996), sid. 443.
6. ↑  "Nationalencyklopedin". NE.se. Läst 25 oktober 2014.
7. ↑  Lindberg, Fredrik (2 maj 1997). ”Bra böcker säger upp 90 anställda”. Svensk Bokhandel. https://www.svb.se/nyheter/bra-bocker-sager-upp-90-anstallda. Läst 1 oktober 2019.
8. ↑  ”Om NE Nationalencyklopedin AB | - BiBB.se”. www.bibb.se. Arkiverad från originalet den 12 januari 2019. https://web.archive.org/web/20190112044336/http://www.bibb.se/avhandling/om-ne-nationalencyklopedin-ab/. Läst 11 januari 2019.